# Loup Loup Pass
Der Loup Loup Pass (4.020 ft (1.225 m) hoch) ist ein Gebirgspass in der Kaskadenkette im US-Bundesstaat Washington.
Er liegt östlich des Methow River Valley im Okanogan County, zwischen den Städten Twisp and Okanogan an der Washington State Route 20. ein kleines Skigebiet (Loup Loup Ski Bowl) befindet sich am Pass.